# Peltosaari (ö i Södra Karelen, Imatra, lat 61,49, long 29,37)
Peltosaari är en ö i Finland. Den ligger i sjön Simpelejärvi och i kommunen Parikkala i den ekonomiska regionen  Imatra ekonomiska region  och landskapet Södra Karelen, i den sydöstra delen av landet, 280 km nordost om huvudstaden Helsingfors. Öns area är 43,2 hektar och dess största längd är 1,1 kilometer i sydöst-nordvästlig riktning.